# مايك بولك
مايك بولك (بالإنجليزية: Mike Pollak)‏ هو لاعب كرة قدم أمريكية أمريكي، ولد في 16 فبراير 1985 في سكوتسديل في الولايات المتحدة.

## وصلات خارجية
- مايك بولك على موقع مرجع كرة القدم المحترفة.كوم (الإنجليزية)